# Hasan Srour
Hasan Bassem Srour (in arabo حسن باسم سرور‎?; Haret Hreik, 18 dicembre 2001) è un calciatore libanese, centrocampista dello Jwaya e della nazionale libanese.

## Carriera

### Club
Ha giocato nella prima divisione libanese.

### Nazionale
Nel 2024 è stato convocato per la Coppa d'Asia.

## Statistiche

### Cronologia presenze e reti in nazionale
| Cronologia completa delle presenze e delle reti in nazionale ― Libano | Cronologia completa delle presenze e delle reti in nazionale ― Libano | Cronologia completa delle presenze e delle reti in nazionale ― Libano | Cronologia completa delle presenze e delle reti in nazionale ― Libano | Cronologia completa delle presenze e delle reti in nazionale ― Libano | Cronologia completa delle presenze e delle reti in nazionale ― Libano | Cronologia completa delle presenze e delle reti in nazionale ― Libano | Cronologia completa delle presenze e delle reti in nazionale ― Libano |
| Data                                                                  | Città                                                                 | In casa                                                               | Risultato                                                             | Ospiti                                                                | Competizione                                                          | Reti                                                                  | Note                                                                  |
| --------------------------------------------------------------------- | --------------------------------------------------------------------- | --------------------------------------------------------------------- | --------------------------------------------------------------------- | --------------------------------------------------------------------- | --------------------------------------------------------------------- | --------------------------------------------------------------------- | --------------------------------------------------------------------- |
| 30-12-2022                                                            | Dubai                                                                 | Emirati Arabi Uniti                                                   | 1 – 0                                                                 | Libano                                                                | Amichevole                                                            | -                                                                     | 81’                                                                   |
| 9-6-2023                                                              | Bhubaneswar                                                           | Libano                                                                | 3 – 1                                                                 | Vanuatu                                                               | Coppa Intercontinentale 2023 - 1º turno                               | -                                                                     | 45+1’                                                                 |
| 22-6-2023                                                             | Bengaluru                                                             | Libano                                                                | 2 – 0                                                                 | Bangladesh                                                            | SAFF Championship 2023 - 1º turno                                     | -                                                                     | 64’                                                                   |
| 25-6-2023                                                             | Bengaluru                                                             | Bhutan                                                                | 1 – 4                                                                 | Libano                                                                | SAFF Championship 2023 - 1º turno                                     | -                                                                     |                                                                       |
| 28-6-2023                                                             | Bengaluru                                                             | Libano                                                                | 1 – 0                                                                 | Maldive                                                               | SAFF Championship 2023 - 1º turno                                     | -                                                                     |                                                                       |
| 1-7-2023                                                              | Bengaluru                                                             | Libano                                                                | 0 – 0 (2 - 4 dtr)                                                     | India                                                                 | SAFF Championship 2023 - Semifinali                                   | -                                                                     |                                                                       |
| 7-9-2023                                                              | Chiang Mai                                                            | Thailandia                                                            | 2 – 1                                                                 | Libano                                                                | King's Cup 2023 - Semifinale                                          | -                                                                     | 58’                                                                   |
| 10-9-2023                                                             | Chiang Mai                                                            | Libano                                                                | 1 – 0                                                                 | India                                                                 | King's Cup 2023 - Finale 3º posto                                     | -                                                                     | 90+2’                                                                 |
| 12-1-2024                                                             | Doha                                                                  | Qatar                                                                 | 3 – 0                                                                 | Libano                                                                | Coppa d'Asia 2023 - 1º turno                                          | -                                                                     | 70’ 80’                                                               |
| 17-1-2024                                                             | Doha                                                                  | Libano                                                                | 0 – 0                                                                 | Cina                                                                  | Coppa d'Asia 2023 - 1º turno                                          | -                                                                     | 90+3’                                                                 |
| Totale                                                                |                                                                       | Presenze                                                              | 10                                                                    |                                                                       | Reti                                                                  | 0                                                                     |                                                                       |

## Palmarès

### Club

#### Competizioni nazionali
- Campionato libanese: 2

Ahed: 2021-2022, 2022-2023
- Coppa d'Élite libanese: 1

Ahed: 2022
- Coppa della Federazione libanese: 1

Ahed: 2023